# الخمسة (حصان)

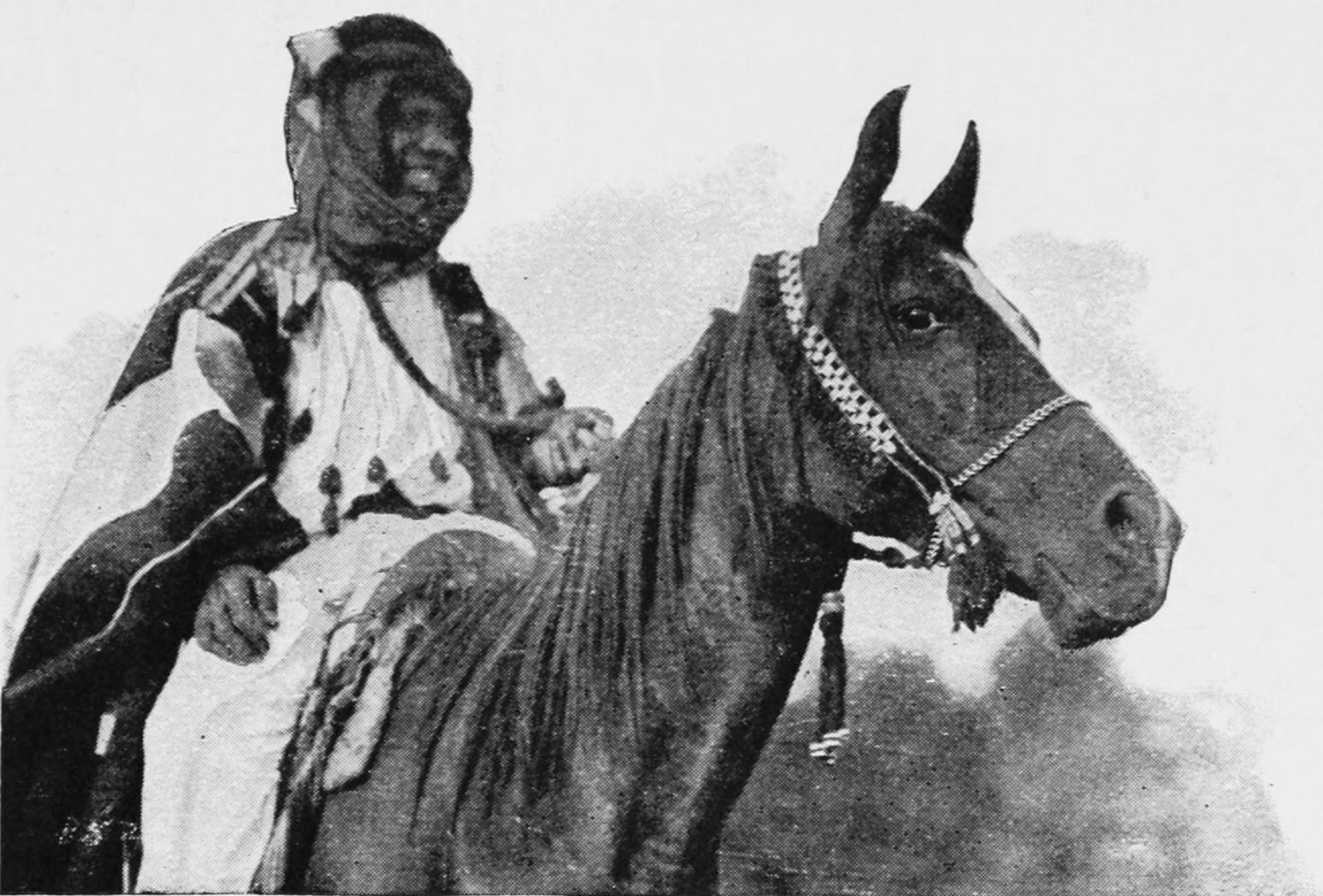
ودودة، وهي فرس العربي ولد بين البدو في الصحراء

الخمسة هي تسمية تُطلق على خيول السباق العربية التي تربى في الصحراء، والتي تعتبر بشكل خاص «أصیلة». ترتبط هذه التسمية بالمجموعة الأسطورية المكونة من خمسة أحصنة المفضّلة لدى الرسول محمد.